# Демон
 Тази статия е за свръхестественото същество.  За понятието в информатиката вижте демон (информатика).  
Де́мон (от гръцки: δαίμον – „божество“) е свръхестествено и често зло същество, което е често срещано в религията, окултизма, литературата, художествените произведения, митологията и фолклора.

## Етимология
До V век пр. Хр. в древногръцките митове и религиозни представи „даймон“ е дума за „божество“. След IV век пр.Хр. с думата започват да се означават и по-низши божествени сили.

## Характеристика
В различните култури демонът може да бъде дух или по-рядко материално същество със свръхестествени сили и способности. Съвременното понятие за демоните се ражда в западноевропейското Късно средновековие във връзка с гоненията срещу обвинените във вещерство. Тази представа има корени в раннохристиянската традиция, която нарича демони „Нечистите духове“ – Библията (Евангелие от Матей). Според апокрифната и народната юдео-християнски митологии демоните са ангели, изгонени от небето. През Средновековието се е считало, че ако човек продаде душата си на дявола, може да подчинява демоните.
В науката демон понякога се наричало (метафорично) измислено същество, участващо в мислен експеримент (например демон на Максуел, демон на Лаплас и др.).
В съвременния разговорен език, както и в публицистиката, думата „демон“ в редки случаи се употребява метафорично за човек, който благодарение на своите лични качества е станал проводник на непоправимо зло в обществения живот на обществото. Думата се употребява в публицистиката за отрицателни явления в обществения живот. Думата демон понякога се употребява и в поезията като засилена метафора на чувствата.
Сократ наричал демон (божествен) гласа, с който водел разговори. Сократ не отричал, че е възможно да е говорел със себе си.
Библията дава някои примери на хора, обладани или повлияни от демони. Според Библията демоничното обладаване причинява физически страдания като неспособност за говорене, епилептични симптоми, слепота, и др.
Според асиро-вавилонската митология, гениите (същества от ранга на ангелите, но не са ангели) са демони, които участват в живота на хората, но са невидими и неуловими.
Херметиците вярвали, че небето управлява боговете, а демоните, подчинени на боговете, управляват хората.

## Списък демони
- Абадон: коренът на иврит означава „да унищожи“, също като Apollyon
- Аполион (Абадон): кралят на демоните Rev 9:11
- Абигор: командва 60 легиона
- Адрамелех (Архидемон), чието име означава „крал на пожарите“
- Агарес: първи херцог на Изтока, командва 31 легиона; появява се по желание
- Алоцер: с титла „херцог“ – командва 36 легиона; лице на лъв, облечен като рицар на кон
- Амдусциус: велик херцог, управлява 29 легиона; прилича на еднорог
- Андраш: командва 30 легиона; главата му е птича и е като ангел – с крила
- Асмодей: принцът на бесовете; считан за змията, която излъга Ева
- Асмодей: демон на гнева, изгонена от Рафаело в Книгата на Tobit 8:3
- Астарот: силен херцог – командва над 40 легиона и е ковчежник на ада
- Аум: велик херцог, който командва 26 легиона;
- Айперос: принц на Ада, командва 36 легиона;
- Азазел: началникът на козите-демони или „космат демон“
- Баел: ръководител на адската армия от 66 легиона
- Балам: грозният цар с три глави; командва 40 легиона
- Белфегор: демон или „бог“ на моавците, номер 25
- Берит: велик херцог на ада, който управлява 26 легиона, появява се като червен войник на червен кон
- Билфонс: декларира разбиране на геометрията, астрологията и другите изкуства
- Ботис: показва се като змия, и обявява миналото и бъдещето
- Буер: председател на ада, на втория ред, и командва 50 легиона
- Велзевул: принцът на демоните, известен още като Повелителят на мухите, бивш най-висок ранг ангел в небето
- Валафар: висш дук, командва 10 легиона, появява се под формата на лъв
- Вепар: велик херцог, силен; ръководител на водите, проявява се като русалка
- Велдерет: церемониал-майстор
- Верин: демон на нетърпението
- Ветис: демон на корупцията
- Герион: великан кентавър, пазител на ада
- Деумос: жена демон с 4 рога и корона
- Харон: лодкарят – той е човек, който носи душите през реката Стикс
- Еврином: старши демон, който се храни с трупове; Принц на смъртта
- Заган: демон-крал; лукав, командва 33 легиона
- Зепан: велик херцог, появява се като войник, командва 26 легиона
- Пърхот: брой на ада командва 26 легиона; появява се като ангел с огнен опашка
- Йезавет (Jezebeth): демон на лъжите
- Касдея: от „Книга на Енох“, на 5-и ранг от Сатаната
- Кобал: демон на веселието
- Ксафан: втори по ранг демон, бивш паднал ангел
- Крезил: демон на примесите и мързела
- Кроцел: великият херцог, който изглежда като ангел, и управлява 48 легиона
- Леонард: магистър по черна магия и магьосничество
- Левиатан: морски дракон
- Лилит: демон на отпадъците
- Луцифер: лекия носител, син на сутринта, бивш Серафим, Денница.
- Малфас: гранд президент на ада – командва 40 легиона; изглежда като гарван
- Мамон: демон на алчността
- Мастема: лидер на падналите ангели, чиято работа е да изкушава мъжете да грешат и да ги обвиняват пред Бога
- Мелхом: демон, който носи пари; платец на служители
- Мефистофел: друго име за дявола в Средновековието
- Мелихим: тъмният принц на мора
- Молох: демон почитан от израилтяните чрез принасяне на деца в жертва
- Мулим: демон-лейтенант на демона Леонард
- Мибас: мениджър на видения и сънища, също и за шарлатаните
- Нисрог: втори по ранг демон, шеф на къщата на първенците
- Набериус: демон в кохорта от 29 легиона, маркиз на ада
- Нергал: втори по ранг демон, командва адската тайната полиция
- Никор: воден демон отговорен за удавяния; може да предизвика урагани, бури и други подобни
- Ориакс: демон, който командва 30 легиона; учи астрология
- Орниаз: тормозител
- Озе: велик президент, урежда 30 легиона
- Пеймон: цар на ада, капитанът на церемонии; урежда 200 легиони
- Прозерпина: известена и като Персефона, принцеса на ада (всъщност е старата гръцка богиня, съпруга на Хадес)
- Пруфлас: главен на 26 легиона, с главата на един бухал; предизвиква войни и крамоли
- Пиро: принц на лъжите
- Роптаете: велик херцог, идва с тръби, определя правилата на 30 легиона
- Раум: граф на Великата Земя, командва 30 легиона; проявява се като врана
- Римон (Дамас): посланик от ада
- Ронове: маркиз на ада, командва 19 легиона, учи езици
- Ронве: демон-полицай; командва 19 легиона
- Самаил (Смаел): демон-ангел на смъртта, князът на мощта на въздуха
- Сатана: ръководител на всички бесове, води до беззаконие и вина
- Семиазас: главен демон на падналите ангели
- Сонейлон: демон на омразата
- Столас: висш принц на ада, командва 26 легиона; преподавател по астрономия и свойства растенията
- Сукорбенот: главен евнух, безполов, демон на портите
- Тамус: посланик на ада, демон капитана на големи оръжия
- Укобах: демон – полицай, който поддържа огньовете на ада; изглежда горящ
- Упхир: демон – лекар
- Увал: дук, командва 36 легиона, знае за миналото, настоящето и бъдещето; силен и страшен
- Филатанус: демон, който съдейства на Сатаната в уреждането на содомия и педофилия
- Фокалор: велик херцог, който дави моряците
- Хаурес: херцог на ада, командва 20 легиона и изглежда страшно с очи-пламъци
- Шакс: херцог на ада, командва 30 легиона, лукав крадец; появява се като щъркел
- Шалбрири: демон на слепотата
- Цаим (Каим): големият председател, който взема под формата на млечница, опр. правилата за 30 легиона